# Ямпольский, Марк Ильич
Марк Ильич Ямпольский (24 января (5 февраля) 1879, Екатеринослав, Екатеринославская губерния, Российская империя—18 февраля 1951, Москва, РСФСР, СССР) — русский и советский виолончелист, педагог.

## Биография
Родился 24 января (5 февраля) 1879 года в городе Екатеринославе, в семье екатеринославского мещанина Ильи Абрамовича Ямпольского и Ханы-Фейги Ямпольской.
В 1897—1901 годах обучался в Киевском музыкальном училище по классу игры на виолончели у Ф. В. Муллерта. В 1901—1903 годах преподавал игру на виолончели в Екатеринославле, а в 1903—1904 годах — в Полтаве (Полтавская губерния, Российская империя).
В 1904—1907 годах обучался в Парижской консерватории, а в 1907—1913 годах — в Санкт-Петербургской консерватории по классу игры на виолончели у Эмиля Фёдоровича Гербека.
В 1914—1918 годах преподавал в переименованной Петроградской консерватории в качестве адъюнкта в классе игры на виолончели под руководством Гербека. В 1921 году переехал в Москву и там выступал в камерных концертах и Первом симфоническом ансамбле без дирижёра.
В 1922—1951 годах преподавал в Государственном институте музыкальной драмы (с 17 сентября 1922 года — Государственный институт театрального искусства), Государственном музыкальном техникуме имени братьев А. Г. и Н. Г. Рубинштейнов (с 1936 года — Государственное музыкальное училище при Московской консерватории), в 1926—1929 годах — в Музыкальном колледже имени А. Н. Скрябина, в 1928—1930 годах — в Музыкальном училище имени Гнесиных. С 1929 по 1951 год преподавал в Центральной музыкальной школе при Московской консерватории и в Московской государственной консерватории имени П. И. Чайковского. В 1930 году получил звание профессора МГК им. П. И. Чайковского.
Среди учеников Ямпольского — Л. С. Гинзбург, Б. В. Доброхотов, А. П. Стогорский, Я. П. Слободкин.
Скончался 18 февраля 1951 года в Москве. Похоронен на Новом Донском кладбище города Москвы рядом с женой, приёмными сыном и дочерью.

## Семья
Брат — скрипач и музыкальный педагог Абрам Ильич Ямпольский. 
Брат — Наум Ильич Ямпольский (1902—1973), пианист и музыкальный педагог, доцент и заведующий кафедрой общего курса фортепиано на вокальном факультете Ленинградской консерватории, начальник Музыкального отдела Управления по делам искусств Совета народных комиссаров Узбекской ССР. У него были также брат Арон (1881), сёстры Бруха (1884) и Минца (1880).
Жена — Ида Яковлевна Ямпольская (в первом браке Слободкина, 1888—1960). Сын — музыковед Израиль Маркович Ямпольский. В семье воспитывался сын жены от первого брака — виолончелист Яков Павлович Слободкин.

## Труды
- Ямпольский, М. И. Виолончельная техника: гаммы и арпеджио в разнообразных штрихах и ритмах. — М., 1936. — 81 с[2].